# Hechos del Manchay Puito

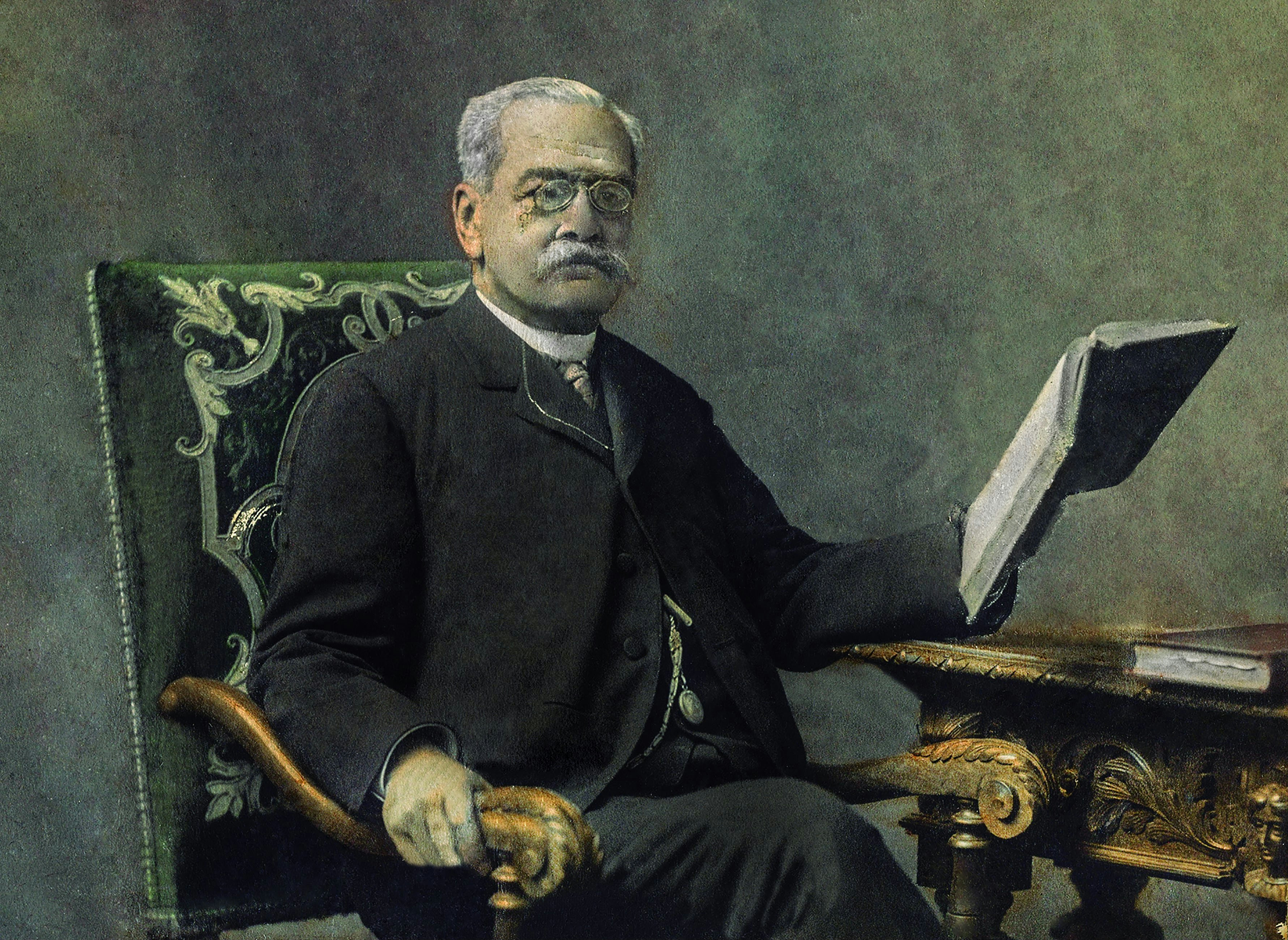
Ricardo Palma, autor de "Tradiciones Peruanas".

Los Hechos del Manchay Puito, traducido literalmente como infierno aterrador, forman una leyenda peruana que relaciona una epidemia de peste negra acaecida en la población de Huamanmarca entre los años 1640 y 1650 con los amoríos entre el doctor Gaspar Angulo Valdivieso y la bella dama Anita Sielles. 

## Ricardo Palma
La leyenda del 'Manchay Puito' ha sido plasmada en el libro de Ricardo Palma "Tradiciones Peruanas".

No sabré decir con fijeza en qué año del pasado siglo era cura de Yanaquihua, en la doctrina de Andaray, perteneciente a la diócesis del Cuzco, el doctor don Gaspar de Angulo y Valdivieso; pero sí diré que el señor cura era un buen pastor, que no esquilmaba mucho a sus ovejas, y que su reputación de sabio iba a la par de su moralidad. Rodeado siempre de infolios con pasta de pergamino, disfrutaba de una fama de hombre de ciencia, tal como no se reconoció entonces sino en gente que peinara canas. Gran latinista y consumado teólogo, el obispo y su cabildo no desperdiciaban ocasión de consultarlo en los casos difíciles, y su dictamen era casi siempre acatado.

Yanaquihua, en la actualidad es un distrito que pertenece a la provincia de Condesuyos en la región Arequipa. Eclesiásticamente, cuando ocurren los hechos pertenecía a la Diócesis del Cusco y administrativamente al distrito de Andaray, lugar donde existe hasta hoy la Comunidad Campesina de Huamanmarca.
En la época colonial tuvo mucho auge y fue escenario del Manchaypuito, pueblo que desapareció totalmente (por la peste) y del que hoy sólo quedan algunos vestigios como prueba de que realmente existió. Para más información ver: http://www.andarayenlima.com/view.php?sec=1&id=4 Archivado el 16 de febrero de 2019 en Wayback Machine.

## Tradición
La Iglesia católica fulminó excomunión mayor contra los que cantasen el Manchay-Puito o tocasen quena dentro de un cántaro.
Esta prohibición es hoy mismo respetada por los indios del Cusco, que por ningún tesoro de la tierra consentirían en dar el alma al demonio.

## Instrumento musical
El Manchay Puito es un instrumento propio de la música incaica. Se trata de una especie de cántaro hecho de barro, el cual consistía de dos flautas fabricadas con fémures humanos, y con el cual se podía entonar una melodía triste.